# 2MASS J16452207+3004071
2MASS J16452207+3004071  ist ein etwa 70 Lichtjahre von der Erde entfernter Brauner Zwerg im Sternbild Herkules. Er wurde 2007 von Kelle L. Cruz et al. entdeckt. Er gehört der Spektralklasse L3 an.